# Anexina
Las anexinas son un grupo de proteínas que modulan la actividad de la fosfolipasa A2.
Son proteínas que se activan con el calcio , además de actuar como puentes de unión entre membranas que se fusionan. 
Aunque inicialmente se pensó que los glucocorticoides inhibían directamente la actividad de la fosfolipasa A2, se sabe que en realidad la inhiben de forma indirecta, al aumentar la síntesis de determinadas proteínas de la familia de las anexinas, de las cuales la más conocida es la lipocortina 1. Al inhibir la fosfolipasa A2, la lipocortina 1, por lo tanto, inhibe la producción de eicosanoides derivados del ácido araquidónico (leucotrienos y prostaglandinas) y del factor activador de las plaquetas.
- Datos: Q24769543